# Казацца
Казацца (итал. Casazza) — коммуна в Италии, располагается в регионе Ломбардия, подчиняется административному центру Бергамо.
Население составляет 3481 человек, плотность населения составляет 497 чел./км². Занимает площадь 7 км². Почтовый индекс — 24060. Телефонный код — 035.
Покровителем коммуны почитается священномученик Лаврентий, празднование 10 августа.